# Christian Hellmann
Christian Hellmann (* 12. Mai 1961) ist ein deutscher Journalist. Er ist Chefredakteur der Programmzeitschriften der Funke Mediengruppe.

## Leben
Christian Hellmann studierte Publizistikwissenschaft, Politik und Geschichte an der Westfälischen Wilhelms-Universität Münster. Sein besonderes Interessensgebiet war jedoch der Film. So schrieb er für das Heyne Science Fiction Magazin und veröffentlichte 1983 in der Reihe Heyne Filmbibliothek das Sachbuch Der Science-fiction-Film, das 1985 eine zweite Auflage erfuhr.
Nach seinem Studium war Hellmann zunächst als freier Journalist tätig, bevor er 1989 als Chefredakteur der Film-Zeitschrift Kino in die Verlagsgruppe Milchstrasse eintrat. Für die Verlagsgruppe war er 1990 auch Mitentwickler und Gründungs-Chefredakteur von TV Spielfilm und gehörte ab 1995 deren Geschäftsleitung an, zuständig für die Bereiche TV Spielfilm, Fernsehen und Online. 1998 wurde er zum Geschäftsführer der TV Spielfilm Verlag GmbH bestellt.
Ab September 1999 war Christian Hellmann Vorstandsvorsitzender der in Hamburg ansässigen Tomorrow Internet AG. Nachdem dieses Unternehmen Ende 2001 im Zuge einer Fusion mit der Focus Digital AG zur Tomorrow Focus AG mit Sitz in München verschmolzen wurde, machte sich Hellmann im Dezember 2001 als Inhaber einer Unternehmensberatung in Hamburg selbständig.
Schließlich wechselte er zur Axel Springer AG, wo er 2004 Gründungschefredakteur von TV Digital wurde. Zum Februar 2009 wurde er zum Gesamt-Chefredakteur der Springer-Programmzeitschriften – TV Digital, Hörzu, Funk Uhr, TV Neu, Bildwoche – ernannt. Zusätzlich ist er Chefredakteur der Titel Hörzu Wissen und Hörzu Heimat. Zum 1. August 2014 übernahm Christian Hellmann zusätzlich auch die redaktionelle Verantwortung für Gong und Bild+Funk.
Für den Springer-Verlag ist er auch Mitglied der Jury, die über die Preisträger des Fernsehpreises Goldene Kamera entscheidet.